# Marco Aurélio Cunha dos Santos
Marco Aurélio Cunha dos Santos, mais conhecido como Marco Aurélio (Rio de Janeiro, 18 de fevereiro de 1967), é um ex-futebolista brasileiro que atuava como zagueiro.

## Carreira
Nascido no Rio de Janeiro, Marco Aurélio iniciou sua carreira na sua cidade natal no clube America. Em seguida, ele jogou dois Campeonatos Brasileiros da Série A pelo Vasco da Gama, sendo neste clube Campeão Nacional em 1989. Jogou o restante de sua carreira no futebol europeu, com passagens por Portugal (União da Madeira e Sporting) e Itália (Vicenza, Palermo, Cosenza, SPAL e Teramo), deixando os gramados em 2006, na segunda passagem do zagueiro pelo SPAL.
Atualmente, reside na cidade de Lins, no interior de SP, onde trabalha como olheiro procurando novos talentos e é professor de Escola Bíblica na Igreja do Evangelho Quadrangular. É casado com Sheila e tem três filhos, Paulo, Thais e Letícia.

## Títulos
Vasco da Gama
- Troféu Ramón de Carranza: 1989
- Torneio de Metz (França): 1989
- Campeonato Brasileiro - 1989
- Taça Guanabara: 1990
- Taça Adolpho Bloch: 1990

União da Madeira
- Taça da Madeira: 1992-93
- Torneio Funchal: 1993

Sporting
- Supertaça Cândido de Oliveira - 1994-95
- Taça de Portugal - 1994-95

Vicenza
- Campeonato Italiano de Futebol (Serie B) - 1999-00